# Ricosia setigena
Ricosia setigena är en tvåvingeart som beskrevs av Charles Howard Curran 1927. Ricosia setigena ingår i släktet Ricosia och familjen parasitflugor.
Artens utbredningsområde är Puerto Rico. Inga underarter finns listade i Catalogue of Life.